# مقاطعة هاردي (فلوريدا)
مقاطعة هاردي، فلوريدا (بالإنجليزية: Hardee County, Florida)‏ هي مقاطعة في ولاية فلوريدا الأمريكية.